# 盖沃斯多夫
盖沃斯多夫是德国下萨克森州的一个市镇。总面积21.62平方公里，总人口709人，其中男性352人，女性357人（2011年12月31日），人口密度33人/平方公里。